# 費爾維尤 (北卡羅萊納州班康縣)
費爾維尤（英語：Fairview）是位於美國北卡羅萊納州班康縣的普查規定居民點。

## 人口
根據2020年美國人口普查的數據，費爾維尤的面積為16.12平方千米，皆為陸地。當地共有人口2771人，而人口密度為每平方千米171.9人。